# Élisabethville (Yvelines)
Pour les articles homonymes, voir Élisabethville.

Élisabethville, autrefois centre de villégiature, est aujourd'hui une localité résidentielle située dans le département des Yvelines (France), à cheval sur les communes d'Aubergenville et d'Épône. Créée en 1928, elle compte environ 4 000 habitants.

## Toponymie
Élisabethville	est situé sur l'ancien domaine de la garenne d'Aubergenville.
Élisabethville doit son nom à la reine des Belges, Élisabeth, qui accepta le patronage de ce projet.

## Histoire
Le territoire d'Élisabethville était autrefois inclus dans le fief de la Garenne, connu depuis la fin du XIe siècle, dépendant de la seigneurie d'Aubergenville, et s'étirant le long de la Seine des Mureaux à Mézières. Propriété de la famille Coynard depuis 1559, il passe entre les mains de Jean-Étienne Burgnière, écuyer, en 1755, puis dans celles de Jean-Antoine Randon d'Hannecourt, secrétaire du cabinet de la chambre du roi, en 1766. Le domaine et le château sont vendus comme biens nationaux en 1794, mais reviennent dans la famille par la suite.    

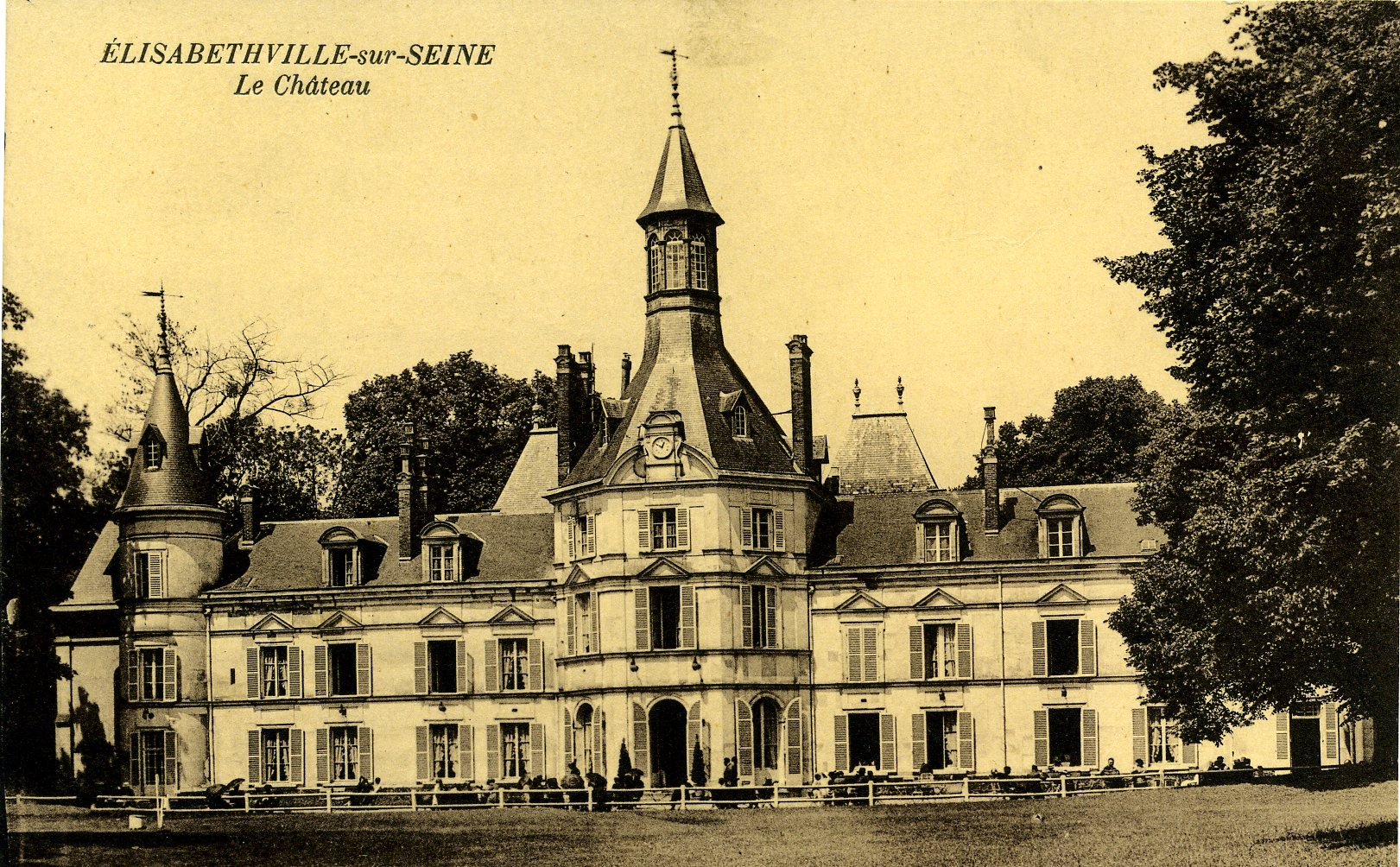
Ancien château de la Garenne.

Le domaine de la Garenne est acheté le 21 mai 1921 par Edmond Ramoisy, financier d'origine belge, au nom de la société anonyme La Belgique prévoyante fondée en 1904. Il établit en 1922 et 1923 le cahier des charges du lotissement à construire sur ce domaine, lotissement qui portera jusqu'en 1927 le nom de « la Garenne d'Aubergenville ».
 
C'est à l'origine un site de villégiature construit dans le parc de l'ancien château de la Garenne qui sera transformé en hôtel, le terme de cité-jardin y sera associé, il ne correspond pas en fait à la définition du lieu qui est plutôt une agglomération de villas de plaisance et pavillons de style dispersés le long d'avenues arborées selon un strict cahier des charges. Facilement accessible depuis Paris grâce à la gare d'Aubergenville-Élisabethville, la station balnéaire était équipée d'une plage artificielle (avec piscines à partir de 1937) sur la rive gauche de la Seine, d'hôtels et restaurants référencés dans le guide Michelin, et disposait autrefois d'un casino et d'un parcours de golf où se déroulaient des compétitions (Coupe du Figaro).
C'est aujourd'hui une zone résidentielle. Le quartier qui jouxte l'usine Renault de Flins construite un peu plus à l'est dans les années 1950 fut réalisé  par l'architecte Zehrfuss  (qui est aussi l'auteur de l'usine). Cet ensemble immobilier est constitué de bâtiments sur pilotis (14 petits immeubles et des maisons individuelles) éparpillés au sein d'espaces naturels et conçus pour intégrer l'automobile dans le mode de vie des habitants. 
Au fil des années la cité s'est étendue vers l'ouest, malgré sa situation à risque en cas de forte crue de la Seine.

## Géographie
Élisabethville s'étend dans la plaine alluviale de la Seine sur sa rive gauche, à cheval sur les communes d'Aubergenville et d'Épône. L'agglomération, qui ne correspond pas à une définition administrative précise, est délimitée par le fleuve au nord, la voie ferrée Paris-Rouen au sud, l'usine Renault de Flins à l'est et le cours de la Mauldre à l'ouest.
La première partie de la ville a été construite selon un plan radio-concentrique adossé à la voie ferrée et centré sur la place de l'Étoile, au centre de laquelle se dresse le monument à l'amitié franco-belge.
Le domaine comprenait sur le premier projet quatre secteurs : le secteur de l'Étoile,celui d'Épône le secteur des Coteaux, et le secteur des Sports. Aujourd'hui on ne distingue, localement, plus que les deux premiers.
Le cahier des charges distingue les voies courbes ou « avenues » dans lesquelles les maisons doivent être au moins à 6 mètres de la clôture et ne peuvent dépasser 14 m de haut et les voies transversales dans lesquelles la hauteur maximale est de 12 mètres et l'alignement de 3 mètres. L'une des avenues radiales conduit au bord de la Seine, où se trouvait la plage et desservait au passage le casino.
La partie nord-ouest du territoire, non urbanisée, a été incorporée dans le « domaine régional du Bout du monde », espace naturel propriété de la région Île-de-France. On y trouve également le « biotope du Bout du monde », étang formé au sein d'une ancienne gravière devenu propriété du département des Yvelines et classé en espace naturel sensible.

## Patrimoine

### Patrimoine architectural
- Un des édifices les plus remarquables est l'église Sainte-Thérèse-de-l'Enfant-Jésus, construction en béton armé avec sculptures dans le béton en prise datant de 1928, œuvre de l'architecte Paul Tournon et du sculpteur Carlo Sarrabezolles[4].
- L'allée de la Justice: vestige d'une sépulture néolithique qui fut découverte en 1873 dans le secteur d'Épône. Un des éléments a été transporté au musée de St Germain-en-Laye
- Monument à l'amitié franco-belge, statue en béton de Carlo Sarrabezolles, érigé en 1927 au centre de la place de l’Étoile pour commémorer et matérialiser l'amitié franco-belge à la suite de l'intervention de la reine Élisabeth de Belgique, marraine de la cité[5].
- Cité Bernard-Henri Zehrfuss, logements sur pilotis dessinés par Bernard Zehrfuss pour le personnel (cadres et maîtrise) de l'usine Renault de Flins (1951-1952).

### Patrimoine naturel
- Domaine régional du Bout du monde (114 ha) : géré par l'agence des espaces verts de la région d'Île-de-France, ce domaine de 114 hectares, créé en 2004, s'étend sur le territoire des communes d'Aubergenville, Épône et Gargenville. Il comprend des zones humides et des terres agricoles, ainsi qu'un plan d'eau dormante, le Giboin, constitué par un ancien bras de la Seine. La nappe phréatique y est exploitée par des stations de captage d'eau potable exploités par la société Lyonnaise des eaux pour alimenter son usine de Flins-sur-Seine.
- Biotope du Bout du Monde (48 ha).